# Kapliczka św. Jana Nepomucena w Třesovie
Kapliczka św. Jana Nepomucena (cz. Kaplička sv. Jana Nepomuckého) – zabytkowa kapliczka w czeskiej miejscowości Třesov, w powiecie Třebíč.
Kaplicę wzniesiono w 1857 roku. Jest ona dwukondygnacyjna – w parterze znajduje się ołtarzyk, a na piętro służy za dzwonnicę. Przy wschodniej ścianie świątyni znajduje się bogato zdobiony krucyfiks.

## Galeria

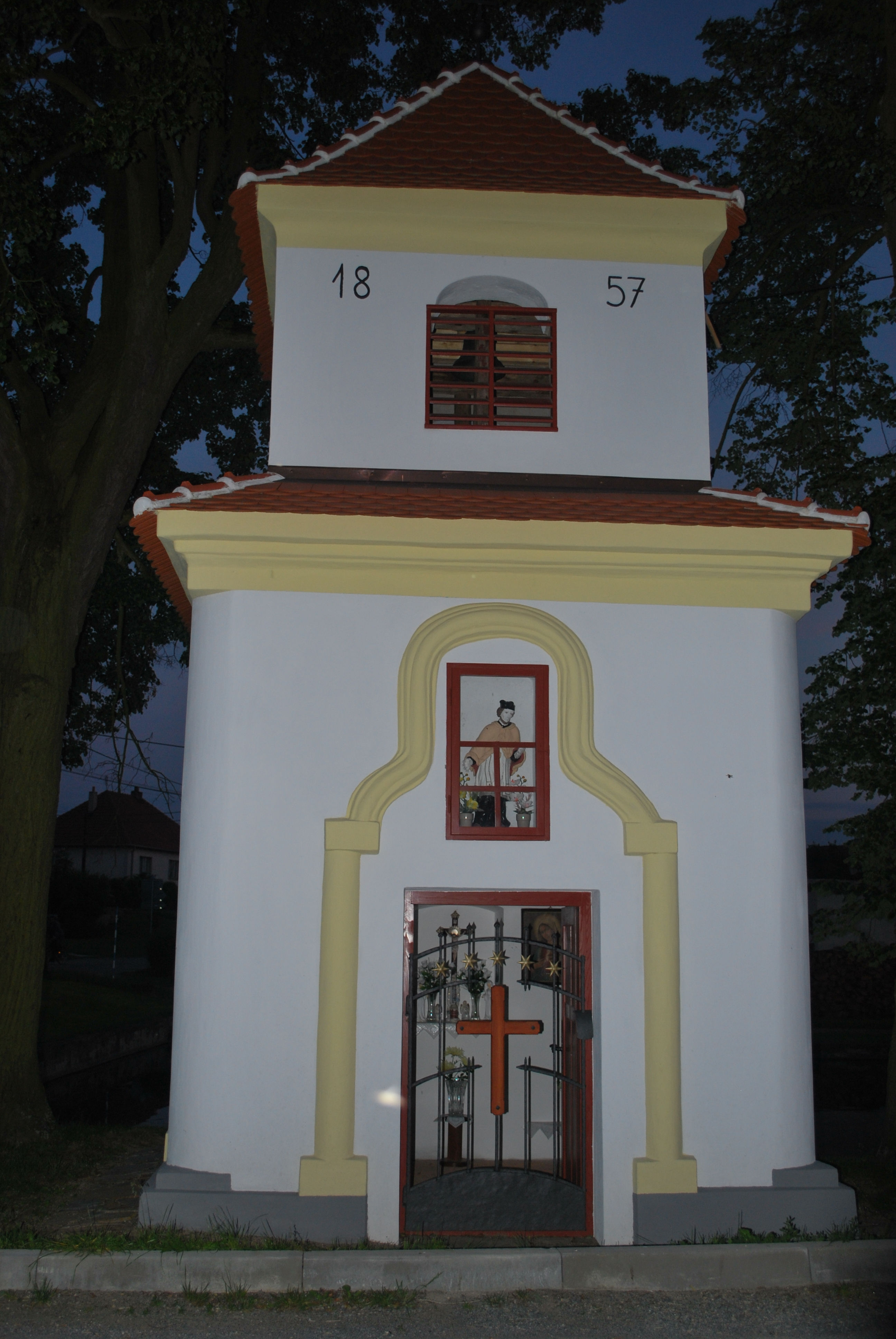
Przód kaplicy, widoczny dzwon na piętrze
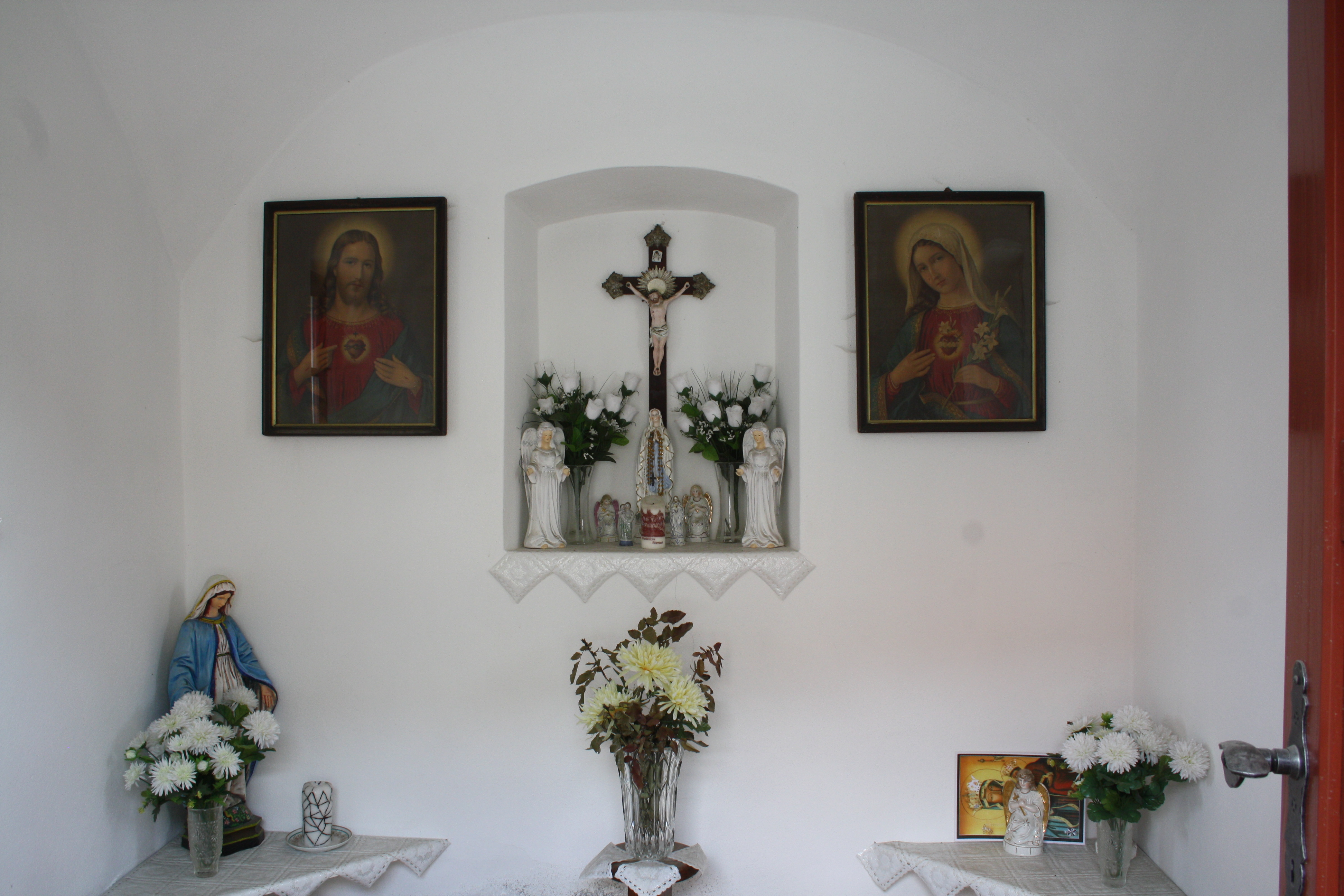
Ołtarzyk we wnętrzu
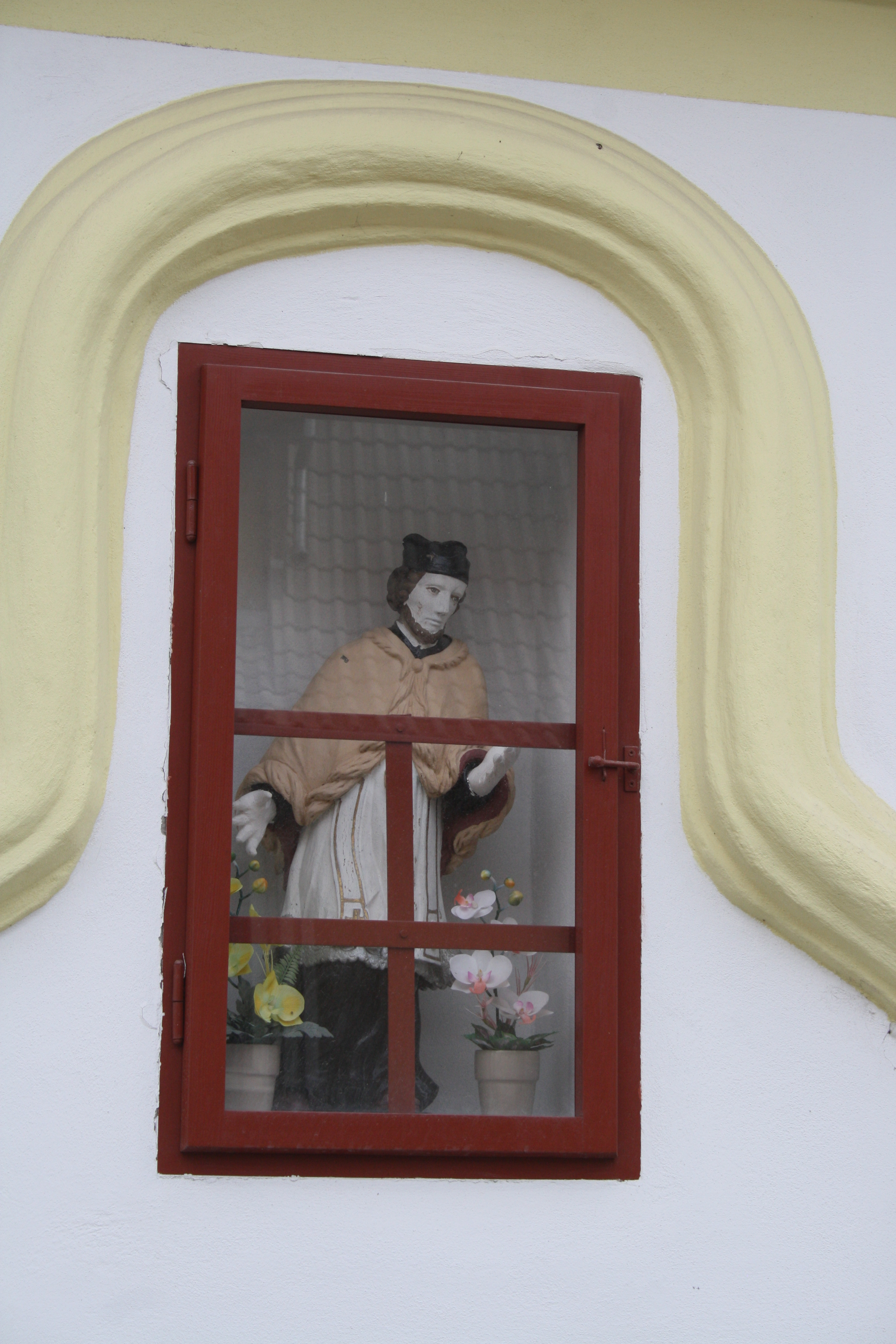
Nisza z nepomukiem